# Gruppi etnici della Serbia

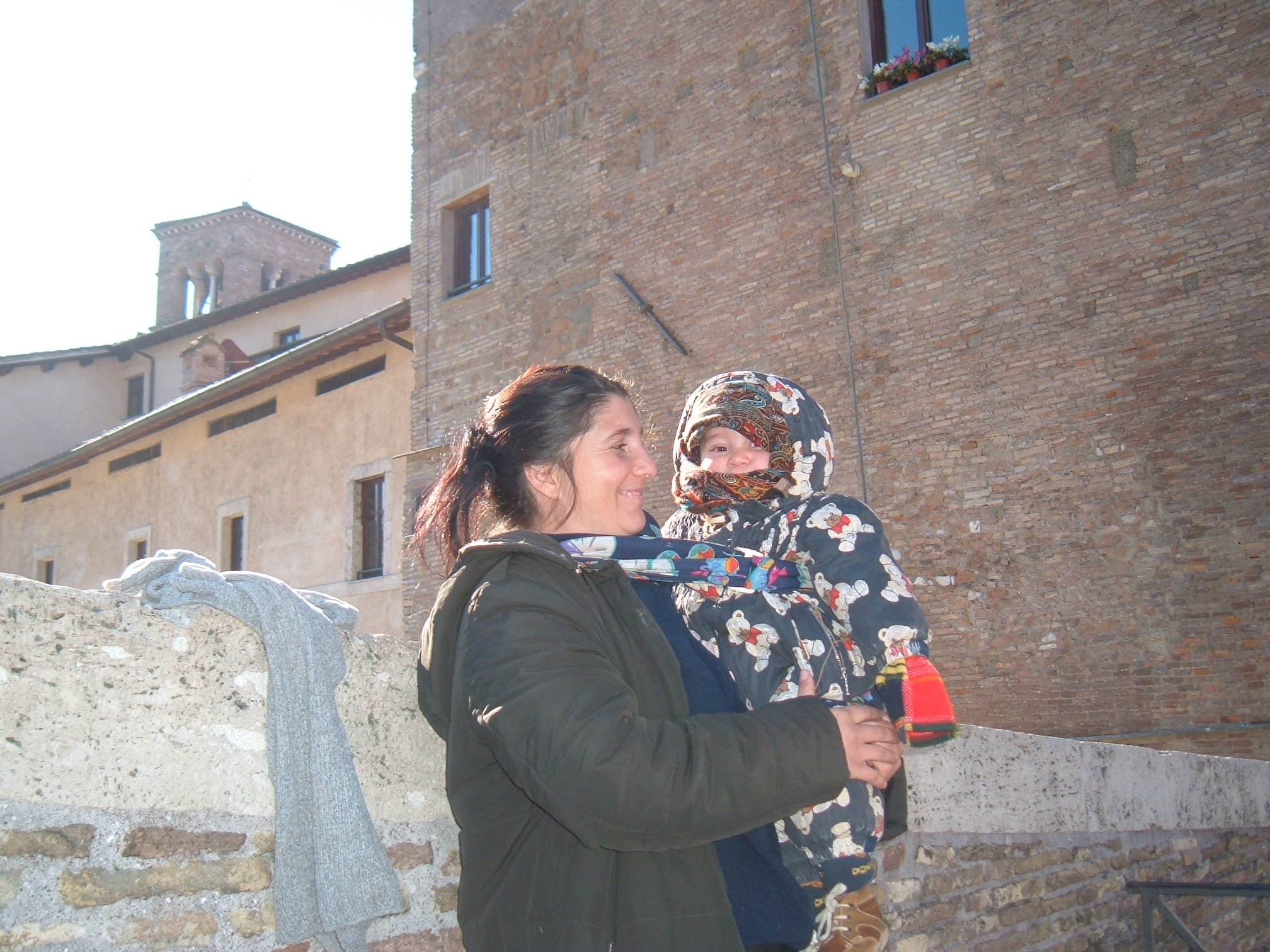
Donna Rom

I Gruppi etnici della Serbia compongono un insieme fortemente eterogeneo, a seguito delle frequenti migrazioni e degli esodi susseguitisi nel corso della travagliata storia dei Balcani. Il principale è il gruppo etnico dei serbi con l'assoluta maggioranza dell'83% circa, il secondo più numeroso è quello dei rom, che secondo il Consiglio d'Europa ci sono circa 600.000 persone (l'8,23% della popolazione), il terzo è quello dei magiari con il 3% del totale. Ogni gruppo etnico restante non supera singolarmente l'1-1,5%.
Secondo il censimento del 2002, l'82,86% degli abitanti è di etnia serba, ma nel Paese sono presenti altre 37 nazionalità, alle quali, secondo la Costituzione, sono garantiti uguali diritti e doveri.
La maggior parte dei cittadini appartenenti a minoranze etniche si trova nella regione della Voivodina dove vivono, oltre ai serbi che sono la maggioranza al 70% circa, i magiari che ne costituiscono il 13-14% circa; il resto sono croati, slovacchi, montenegrini, romeni, macedoni, ucraini, cechi e ruteni.
Nella Serbia Centrale vivono, tra gli altri, bosniaci, albanesi, bulgari, croati, rom, montenegrini e macedoni, i quali sommati non riesco a raggiungere il 5% della popolazione. La maggior parte degli albanesi vive nel Sud, nello stato del Kosovo (territorio considerato come Provincia di Kosovo e Metochia dalla Serbia).

## Censimento del 2002

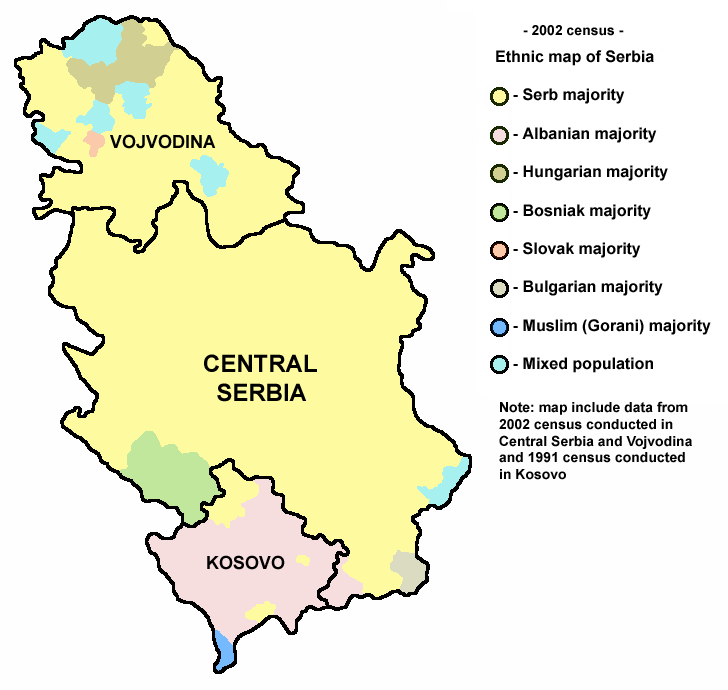
Carta etnica della Serbia nel 2002

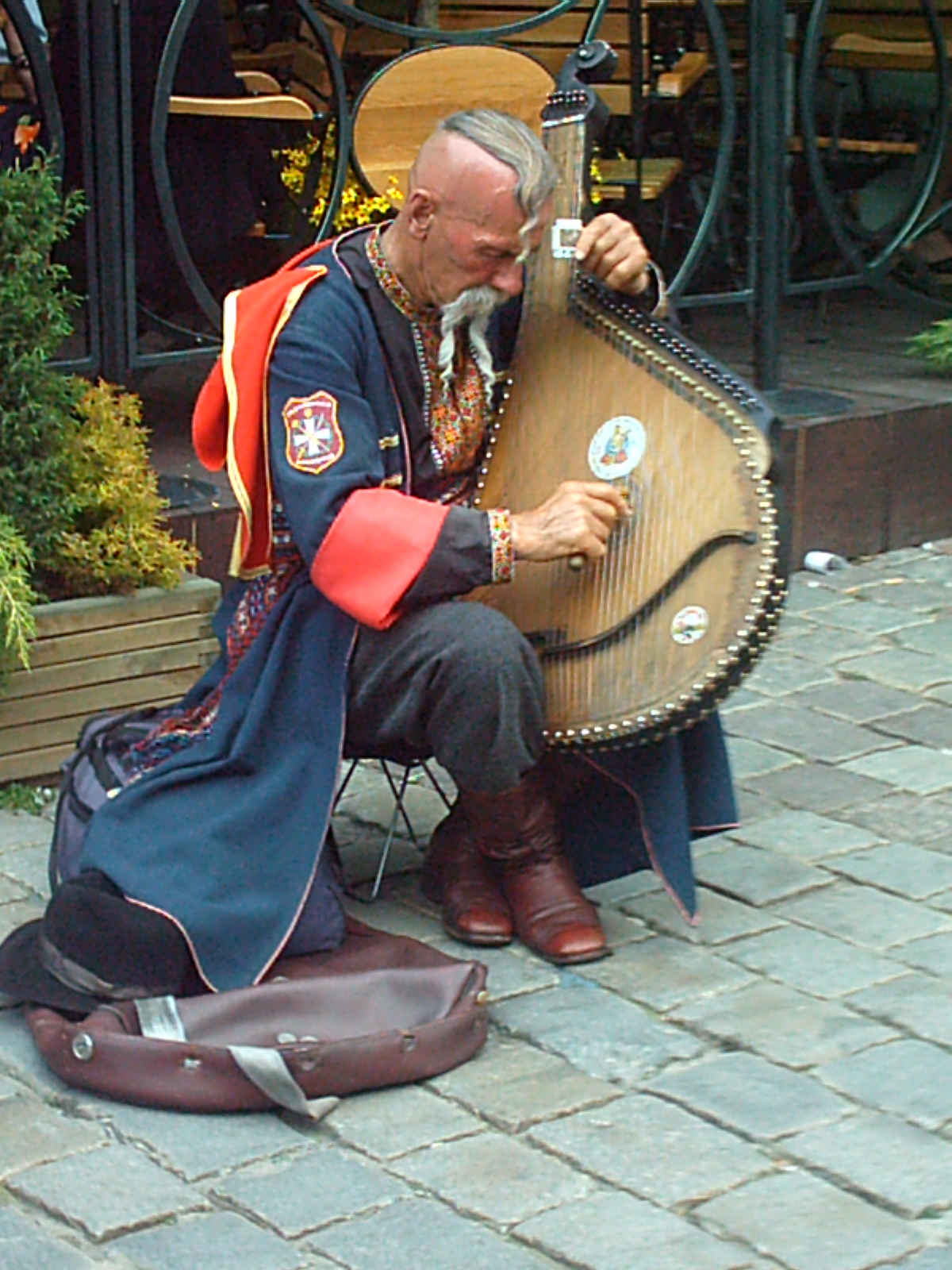
Musicante ucraino